# Baofeng UV-5R
 (janvier 2024).
 (janvier 2024).

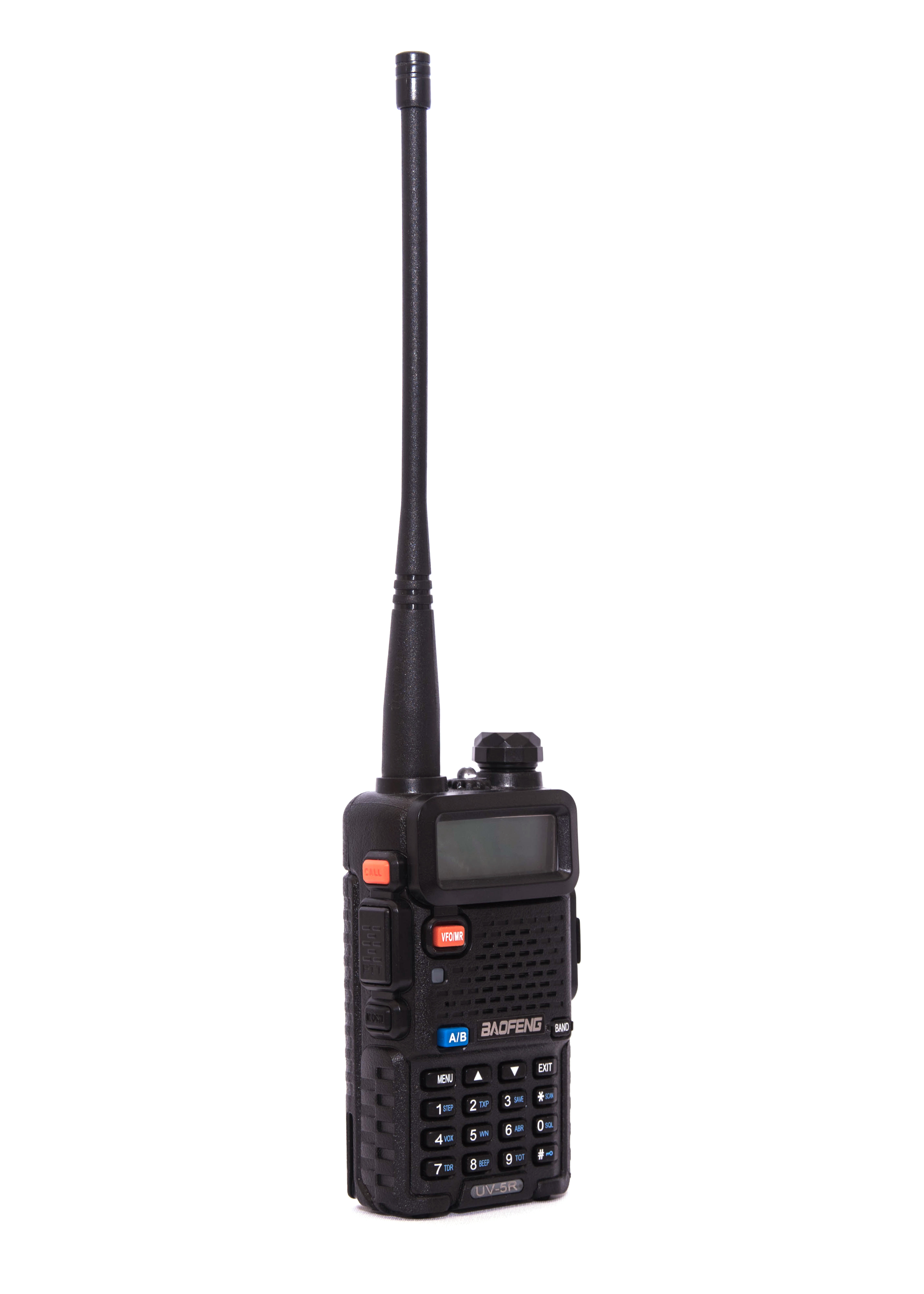
La radio Baofeng UV-5R

La Baofeng UV-5R est une radio portative fabriquée par le constructeur chinois Baofeng. Ce modèle de radio est le premier succès commercial international de radio à double bandes d'une marque chinoise. Il s'agit d'une radio peu coûteuse, raison pour laquelle elle est utilisée par les radioamateurs et les professionnels.